# Sergio Calligaris
Sergio Calligaris (Rosario, 22 gennaio 1941 – Roma, 9 novembre 2023) è stato un pianista, compositore e pedagogo argentino.

## Biografia

### Il pianista
Pianista precoce, ha iniziato la sua carriera di concertista all'età di tredici anni, studiando sotto la guida di Jorge Fanelli, Arthur Loesser, Adele Marcus, Nikita Magaloff, e Guido Agosti.
La tecnica di Calligaris è caratterizzata dalla brillantezza e dal puro e potente tocco tipico della scuola Leschetizky; le sue qualità tecniche, integrate da una grande attenzione per le forme della composizione, hanno fatto  di lui un interprete raffinato sia del repertorio romantico (soprattutto Robert Schumann e Fryderyk Chopin) che di quello post-romantico (Sergej Rachmaninov, Aleksandr Skrjabin, Claude Debussy).
Calligaris si è esibito in prestigiose sale da concerto, come il Bundesallee Konzertsaal di Berlino, l'Auditorium di S. Cecilia in Roma, il Musikverein Brahms-Saal a Vienna e, recentemente, come solista nel suo Concerto per pianoforte e orchestra opera 29, presso il Teatro principale di Manila.
Ha inciso, tra gli altri, per MI, Orion Records e la Ares-Libreria Editrice Vaticana; quest'ultima ha rilasciato una compilation intitolata "Sergio Calligaris: compositore e interprete" per celebrare il venticinquesimo anno del suo debutto discografico.

### Il compositore
Calligaris, dopo circa venti anni trascorsi da concertista, si è interessato anche alla composizione. Uno dei suoi primi lavori, il quaderno di Renzo Arzeni, op. 7 (scritto nel 1978), è diventato un pezzo ampiamente eseguito nel repertorio del pianoforte contemporaneo.
La carriera di compositore è proseguita con commissioni da parte di pregevoli istituzioni musicali (le Danze sinfoniche op. 26, per citarne una, sono state commissionate dal Teatro Bellini di Catania).
Oltre alla produzione per pianoforte (che ha portato ad una fruttuosa cooperazione con il pianista e direttore Vladimir Ashkenazy), Calligaris ha scritto sia per una serie di strumenti solisti (voce, violoncello, tromba, organo, clarinetto, flauto, violino, corno), che per orchestra da camera e sinfonica. Nel 2007 gli è stato assegnato il Premio Internazionale "Giuseppe Verdi" in riconoscimento della sua attività di compositore.
Le composizioni di Calligaris sono pubblicate da Ricordi.

### L'insegnante
Sergio Calligaris ha insegnato sia negli Stati Uniti (Cleveland Institute of Music, California State University, Los Angeles) e in Italia (Conservatorio di Napoli, Pescara e L'Aquila). È stato membro di giurie in diversi concorsi pianistici prestigiosi.